# Anna Romantowska

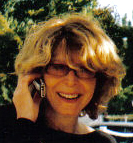

Anna Romantowska (16 de maio de 1950) é uma atriz polonesa de cinema e teatro . Foi casada com o ator e diretor polonês Krzysztof Kolberger.